# 卡塔琳娜·加尔胡贝尔
卡塔琳娜·加尔胡贝尔（德語：Katharina Gallhuber，1997年6月16日—）生于下奥地利州沙伊布斯县沙伊布斯，是一名奥地利女子高山滑雪运动员，主攻曲道和大曲道。她三岁时在霍希卡尔滑雪场开始练习滑雪。她在位于格施特灵的小学就读，中学则在利林费尔德训练。2018年平昌冬奥，加尔胡贝尔获得高山滑雪混合团体项目的银牌以及曲道项目的铜牌，同年10月，她获得下奥地利州年度最佳女运动员奖。